# Aimery Pinga
Aimiryca Pinga Santa Maria (Suiza, 6 de enero de 1998) es un futbolista suizo. Su posición es la de delantero y su club es el F. C. Bulle de la Promotion League.

## Trayectoria

### RE Virton
El 2 de agosto de 2021 se hizo oficial su llegada al RE Virton. Disputó seis partidos durante toda la temporada y se marchó al final de la misma. Entonces estuvo un tiempo sin equipo, hasta que en octubre de 2022 regresó al fútbol suizo para jugar en el Neuchâtel Xamax FCS. Tras su salida de este club, jugó para el FC Rapperswil-Jona y el F. C. Bulle.

## Estadísticas
Actualizado al último partido jugado el 27 de agosto de 2021.
| F. C. Sion · Suiza                         | 1.ª           | 2016-17       | 1  | 0 | 0 | 0 | - | - | 1  | 0 |
| F. C. Sion · Suiza                         | 1.ª           | 2017-18       | 14 | 2 | 0 | 0 | - | - | 14 | 2 |
| F. C. Sion · Suiza                         | Total club    | Total club    | 15 | 2 | 0 | 0 | 0 | 0 | 15 | 2 |
| Grasshoppers · Suiza                       | 1.ª           | 2018-19       | 19 | 2 | 1 | 0 | - | - | 20 | 2 |
| Grasshoppers · Suiza                       | Total club    | Total club    | 19 | 2 | 1 | 0 | 0 | 0 | 20 | 2 |
| F. C. Andorra · Andorra                    | 2.ª B         | 2019-20       | 4  | 0 | 0 | 0 | - | - | 4  | 0 |
| F. C. Andorra · Andorra                    | Total club    | Total club    | 4  | 0 | 0 | 0 | 0 | 0 | 4  | 0 |
| R. E. Virton · Bélgica                     | 2.ª           | 2021-22       | 4  | 0 | 0 | 0 | - | - | 4  | 0 |
| R. E. Virton · Bélgica                     | Total club    | Total club    | 4  | 0 | 0 | 0 | 0 | 0 | 4  | 0 |
| Total carrera                              | Total carrera | Total carrera | 42 | 4 | 1 | 0 | 0 | 0 | 43 | 4 |
| (1)Incluye datos de la (2)Incluye datos de |               |               |    |   |   |   |   |   |    |   |